# آثار حماسی در ادبیات فارسی
این صفحه شامل فهرستی از آثار حماسی در ادبیات فارسی (Persian epic literature) است:

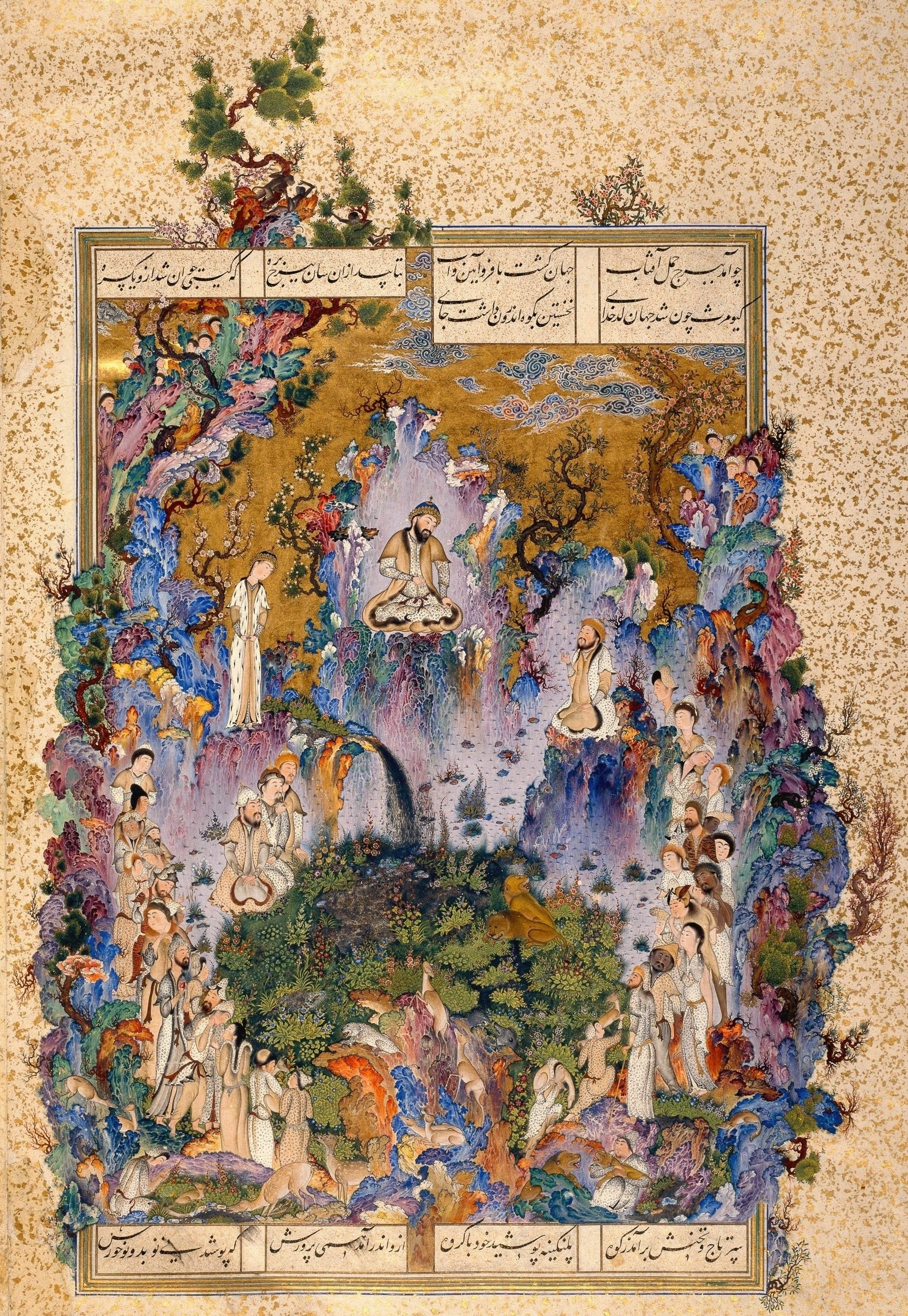
نگاره‌ای از دادگاه کیومرث اثر سلطان محمد نگارگر در شاهنامهٔ تهماسبی؛ موزه آقاخان، تورنتو.

### پیش از اسلام
- یادگار زریران به زبان فارسی میانه که احتمالا در قرن ۵ میلادی نگاشته شده است. این اثر دربارهٔ پهلوانی به نام زریر پسر لهراسب و برادر شاه کیانی ویشتاسب است.
- خدای‌نامه، قرن هفتم میلادی و انتهای دوره ساسانی.

### دوره اسلامی
- شاهنامه ابومنصوری، اثری منثور از ابومنصور معمری، قرن دهم میلادی.
- گشتاسپ‌نامه، به سرایش ابومنصور دقیقی، قرن دهم میلادی. که ۱۰۰۰ بیت از آن توسط حکیم فردوسی در ابتدای شاهنامه آورده شده است.
- شاهنامه حکیم ابوالقاسم فردوسی، قرن دهم میلادی.
- علی‌نامه (در ستایش علی بن ابی طالب) اثر شاعری به نام ربیع، قرن یازدهم میلادی (سال ۱۰۸۰ م).
- گرشاسپ‌نامه نوشتهٔ اسدی توسی در قرن یازدهم میلادی (سال ۱۰۶۶ م).
- برزو نامه اثر یعقوب کاتب عطایی رازی در قرن ۱۱ میلادی.
- فرامرز نامه،  نویسنده ناشناس، قرن ۱۱ میلادی.
- بانو گُشسپ نامه، از نویسنده‌ای ناشناس در قرن ۱۱ میلادی.
- ابومسلم نامه، ابوطاهر طرسوسی، قرن ۱۱ میلادی.
- بهمن‌نامه نوشته حکیم ایرانشاه بن ابی‌الخیر در قرن ۱۲ میلادی.
- کوش‌نامه اثر حکیم ایرانشاه بن ابی‌الخیر در قرن ۱۲ میلادی.
- همایون‌نامه اثر حکیم نصر زجاجی، قرن ۱۲ میلادی.
- شهریارنامه، عثمان مختاری غزنوی، قرن ۱۲ میلادی.

- همای نامه، نویسنده ناشناس، قرن ۱۳ میلادی.
- ظفرنامه نوشته حمدالله مستوفی در قرن ۱۴ میلادی.
- خاوران نامه نوشته ی ابن حسام خوسفی در قرن ۱۵ میلادی.
- حمزه نامه، اثری مصور از نویسنده‌ای ناشناس در امپراتوری گورکانیان هند، قرن ۱۶ میلادی.
- حمله حیدری از باذل مشهدی در قرن ۱۷ میلادی.